# Батарея 3R12

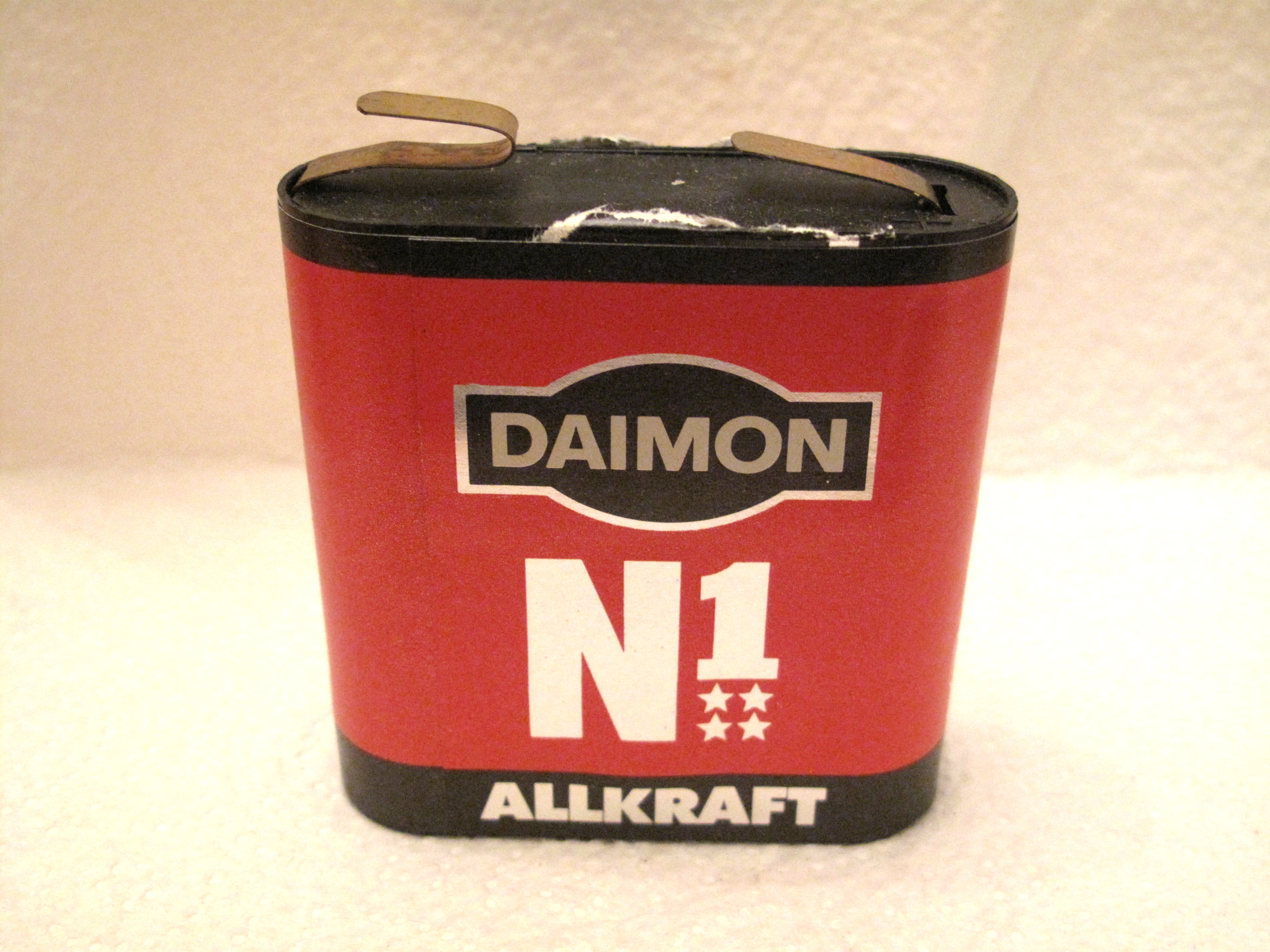
Батарея 3R12 Daimon

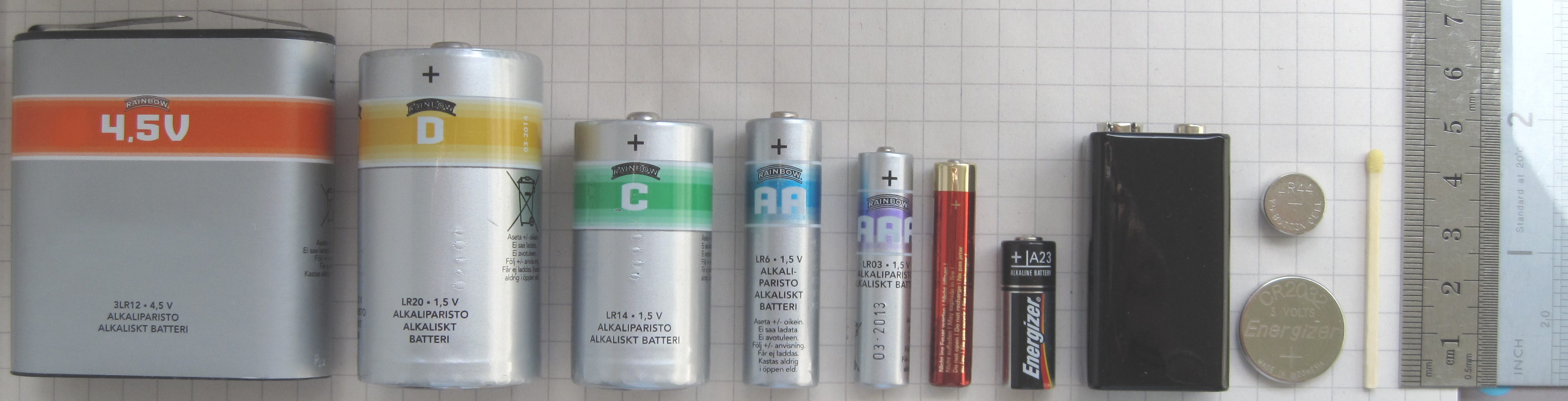
Батарея 3R12 в сравнении с другими типами (1-я слева)

Батарея 3R12 — типоразмер гальванических батарей широкого применения, состоит из трёх элементов типоразмера R12 (КБ, 336) в общем корпусе, соединённых последовательно. Такие батареи предназначались первоначально для карманных фонарей и известны с начала XX века.
Обозначение 3R12 принято для батарей с солевыми элементами, 3LR12 — для батарей с щелочными элементами.

## История
Сухую гальваническую батарею типоразмера 3R12 создал немецкий изобретатель и предприниматель, основатель фирмы DAIMON Пауль Шмидт в 1901 году. Он начал массовое производство запатентованной им сухой батареи напряжением 4,5 В и популярных карманных фонарей, в которых они применялись.

### В СССР и России
В СССР в 1950-е — 1960-е годы батарея имела торговое название КБС (карманная батарея сухая), а позже - 3336 и «Планета». Щелочной вариант галетной конструкции (аналогичной «Кроне-ВЦ»), имевший значительно большую ёмкость, чем 3336, но рассчитанный на небольшие токи разряда, выпускался также под маркой «Рубин».
В просторечии она называлась «плоская» или «квадратная батарейка». Существовали «летний» и «холодостойкий» варианты, они обозначались КБС-Л-0,5, 3,7-ФМЦ-0,50, 3336Л и КБС-Х-0,7, 4,1-ФМЦ-0,50, 3336Х соответственно. Встречалось также обозначение КБС-Т-0,5. Выводы батареи заклеивались бумажной контрольной лентой с повторяющейся надписью «Не проверив, не срывай!». Применялись в карманных фонарях, некоторых радиоприемниках («Атмосфера», «Альпинист», «Спидола» и др.), детских игрушках, авометрах и т. п.

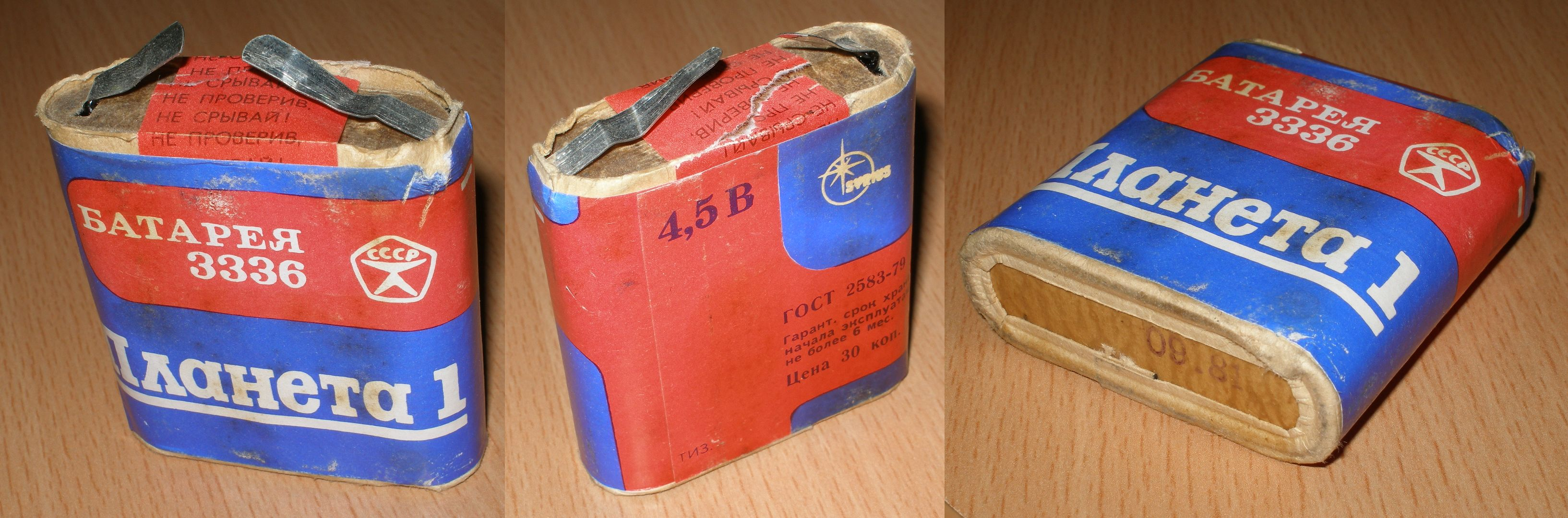
Батарея 3336 «Планета-1» советского производства в картонном корпусе, выпуск 1981 г.

Ранние батареи собирались в картонном футляре, залитом сверху (со стороны контактов) смолой, современные имеют пластмассовый футляр.
Одно время выпускались адаптеры. Они представляли собой пластмассовый корпус габаритов батареи КБС (3R12), в который устанавливались три элемента типоразмера R6 (316) или R10 (332). Адаптер имел два пластинчатых вывода, как и у оригинальной батареи КБС. Данные адаптеры выпускались для того, чтобы восполнить дефицит батарей КБС. 
В габаритах 3R12 выпускалась также свинцовая аккумуляторная батарея 2СГ-1,3 напряжением 4 В и ёмкостью 1,3 А•ч.

## Технические характеристики
- Размеры: 62 мм × 67 мм × 22 мм[9].
- Электродвижущая сила — около 4,5 В (на батареях КБС и некоторых других указывалась не ЭДС, а напряжение под некоторой нагрузкой — 3,7…3,8 В[10]).
- Ёмкость (с солевым электролитом) — 0,5…0,7 Ач.
- Цена КБС-Л-0,5 в советское время (после денежной реформы 1961 г.) — 17 копеек[10], 3336 «Планета-1» — 30 копеек.

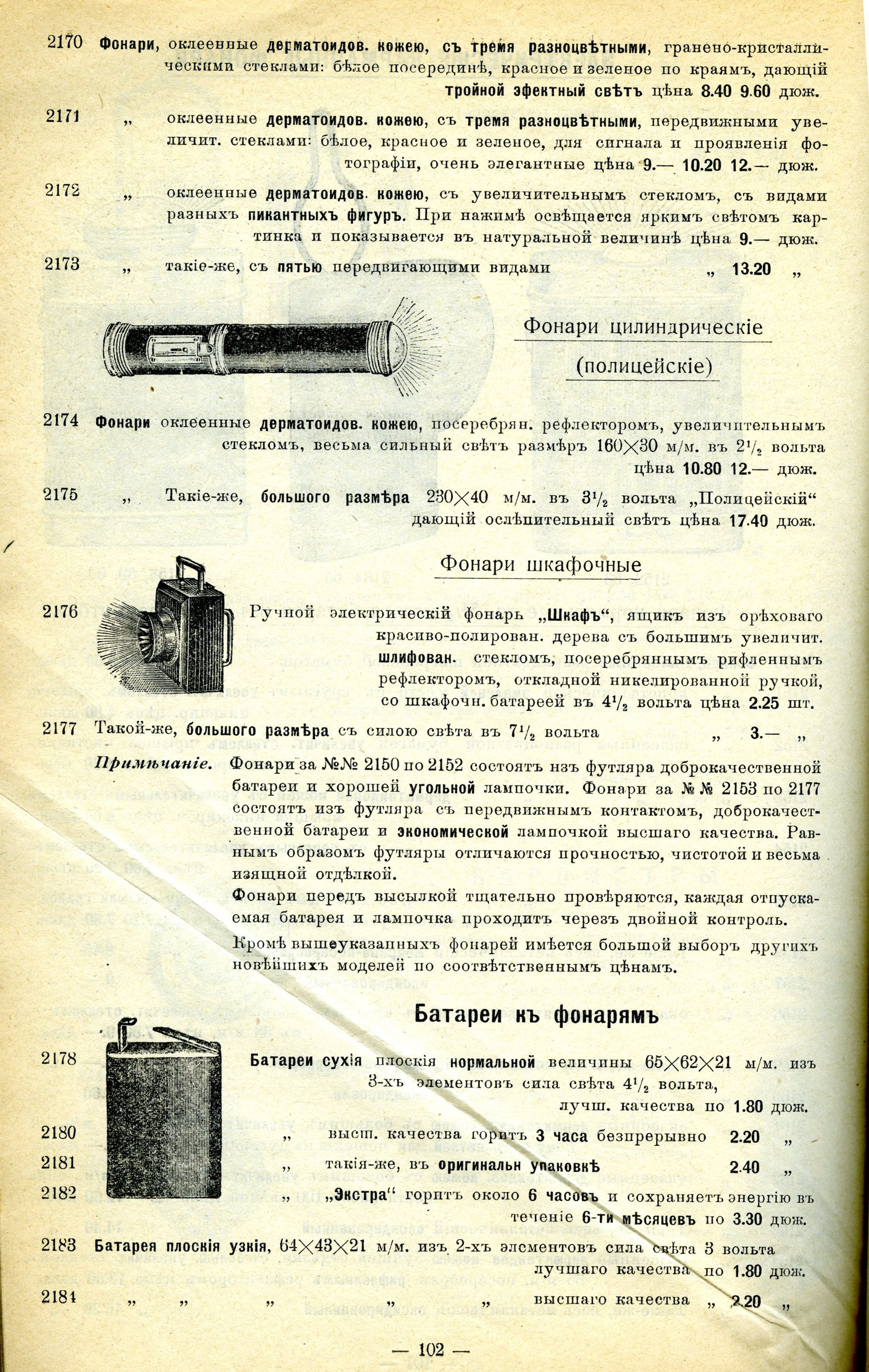
Батарея, аналогичная 3R12, в прейскуранте русского торгового дома начала XX века
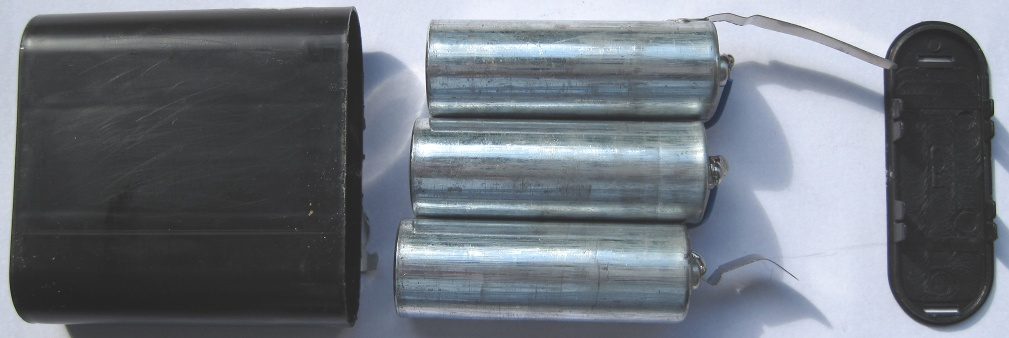
Устройство батареи
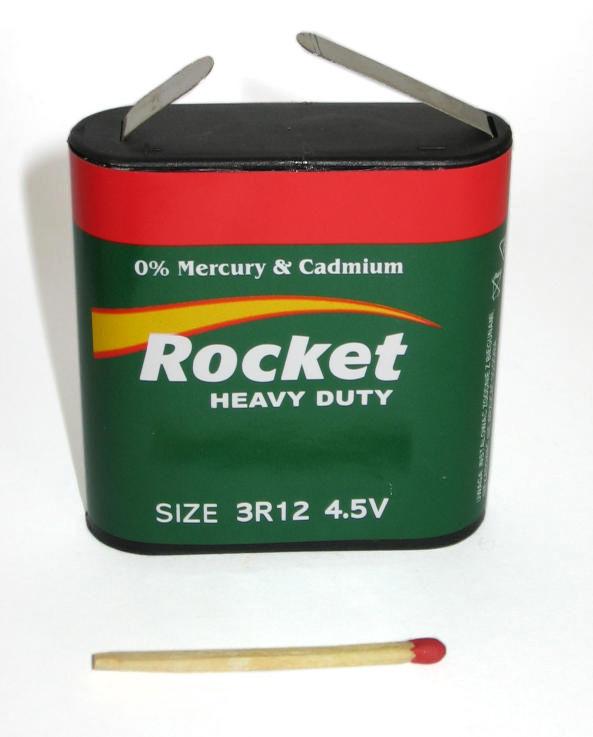
3R12
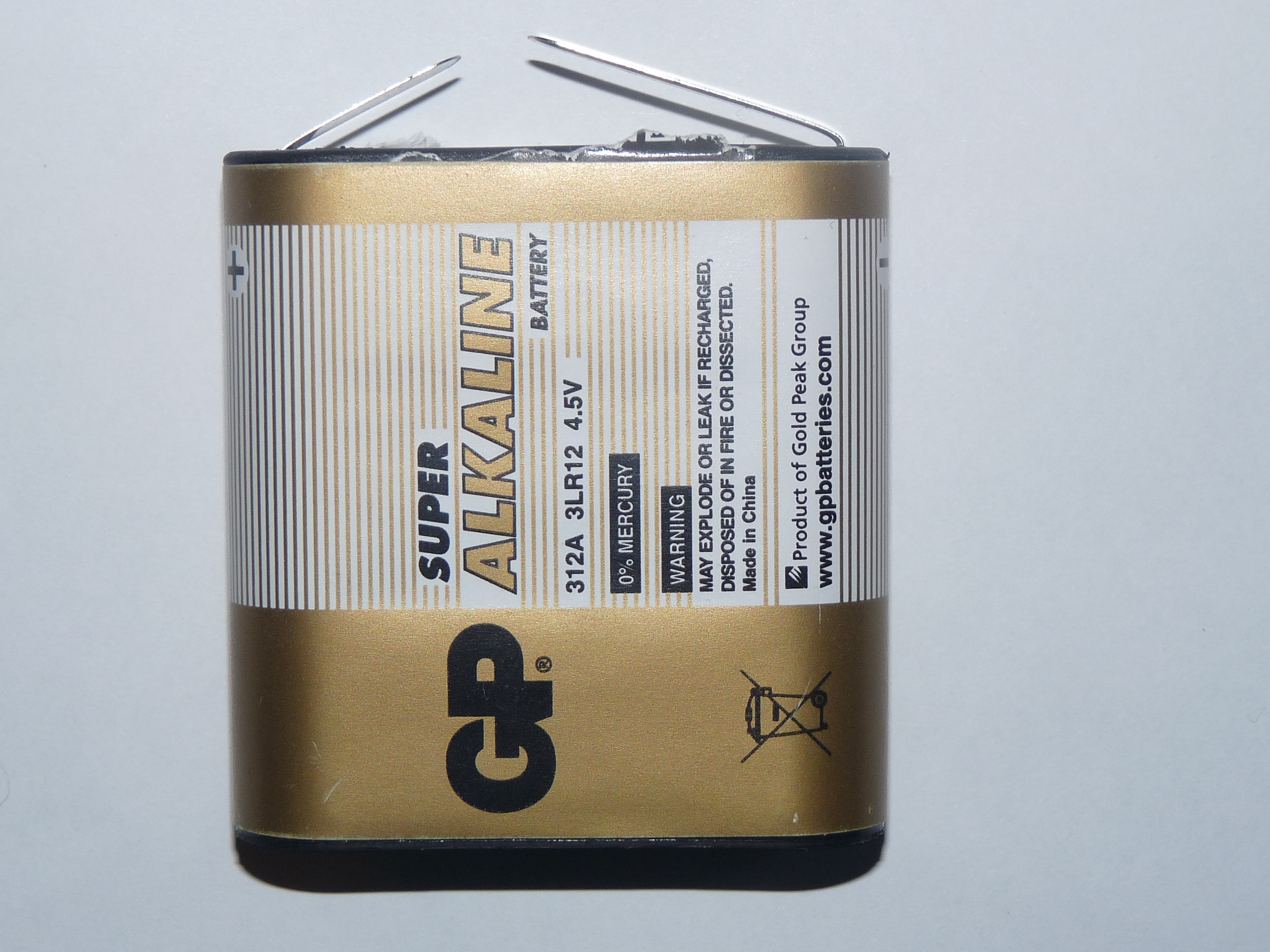
3LR12
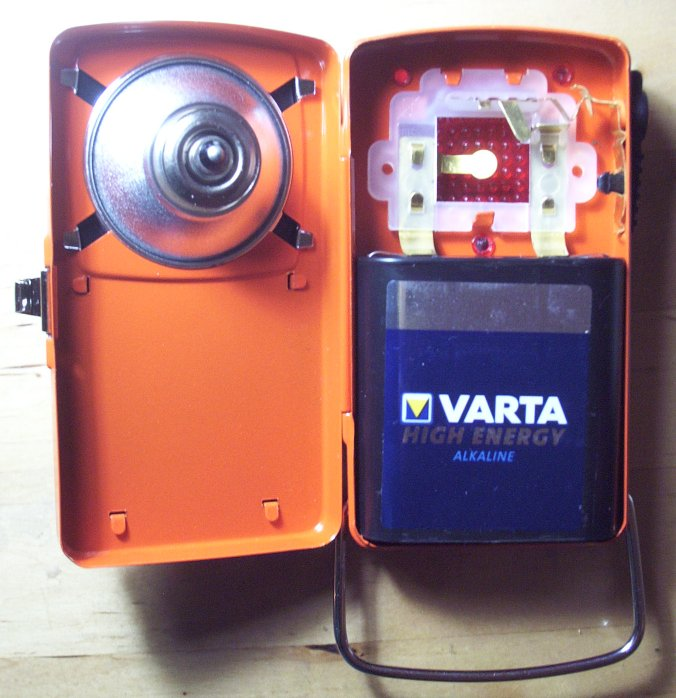
Фонарик с батареей 3LR12
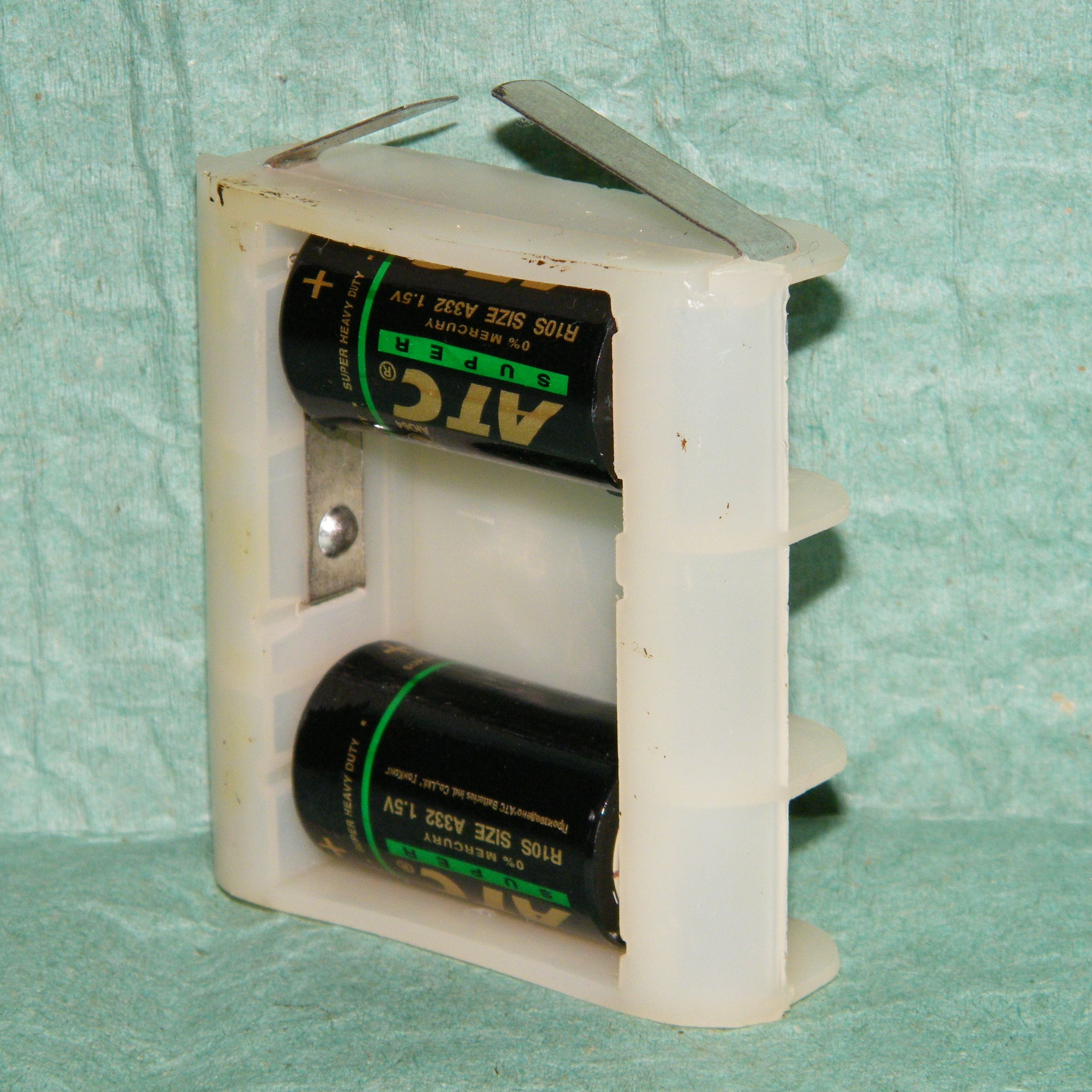
Переходник для использования трёх элементов типоразмера R10
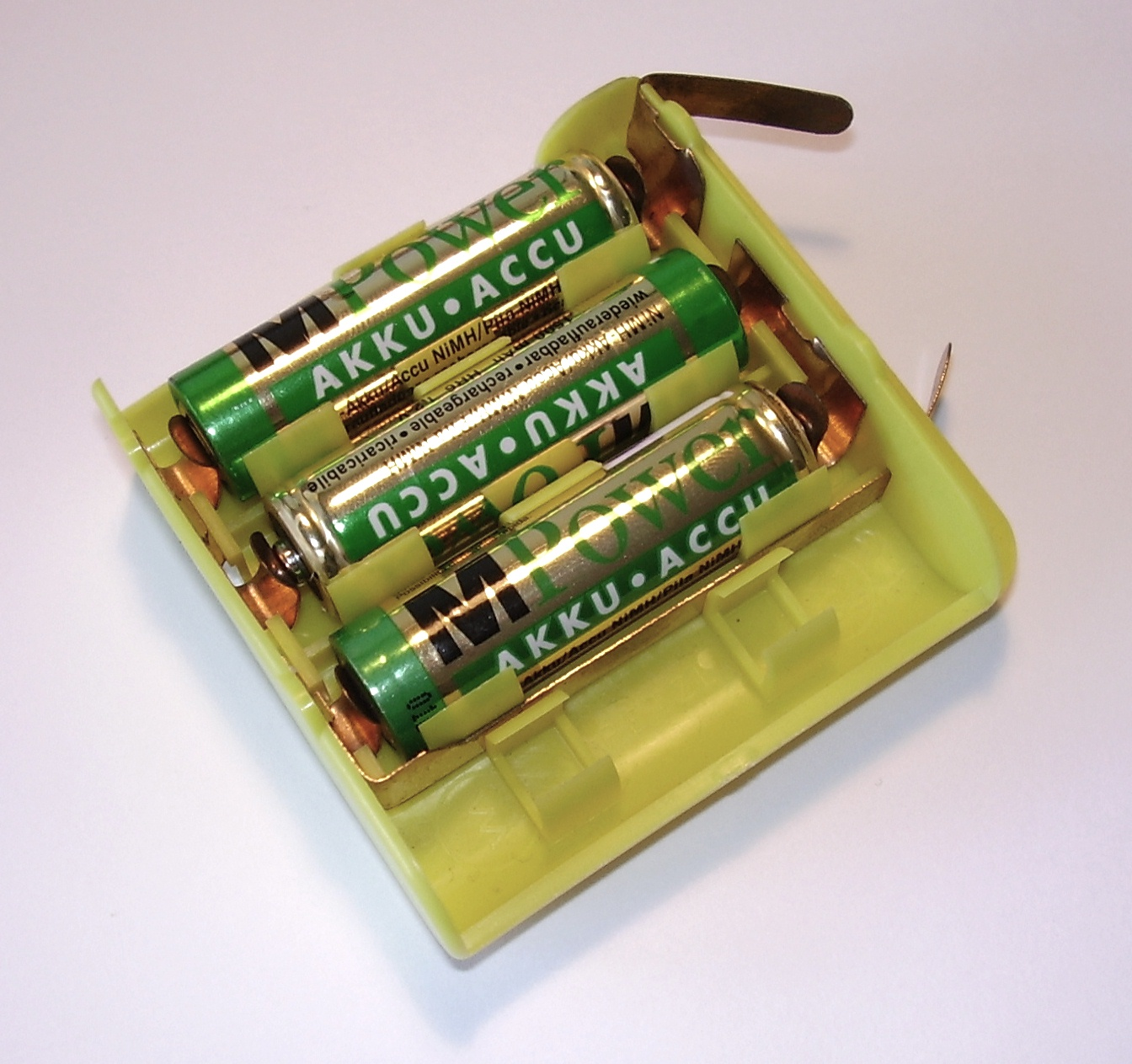
Переходник для использования трёх элементов типоразмера AA